# Ecuador a 2012. évi nyári olimpiai játékokon
Ecuador a nagy-britanniai Londonban megrendezett 2012. évi nyári olimpiai játékok egyik részt vevő nemzete volt. Az országot az olimpián 11 sportágban 36 sportoló képviselte, akik érmet nem szereztek.

## Atlétika
Férfi
| Versenyző        | Versenyszám     | Előfutam | Előfutam | Előfutam | Elődöntő | Elődöntő | Elődöntő | Döntő         | Döntő         |
| Versenyző        | Versenyszám     | Idő      | Hely.    | Össz.    | Idő      | Hely.    | Össz.    | Idő           | Helyezés      |
| ---------------- | --------------- | -------- | -------- | -------- | -------- | -------- | -------- | ------------- | ------------- |
| Alex Quiñónez    | 200 m           | 20,28    | 1.       | 1.       | 20,37    | 3.       | 8.       | 20,57         | 7.            |
| Byron Piedra     | 10 000 m        |          |          |          |          |          |          | nem ért célba | nem ért célba |
| Miguel Almachi   | Maraton         |          |          |          |          |          |          | 2:19:53       | 50.           |
| Mauricio Arteaga | 20 km gyaloglás |          |          |          |          |          |          | 1:25:51       | 44.           |
| Xavier Moreno    | 50 km gyaloglás |          |          |          |          |          |          | 4:09:23       | 47.           |
| Andrés Chocho    | 50 km gyaloglás |          |          |          |          |          |          | kizárták      | kizárták      |

| Versenyző      | Versenyszám | Selejtező | Selejtező | Döntő    | Döntő    |
| Versenyző      | Versenyszám | Eredmény  | Helyezés  | Eredmény | Helyezés |
| -------------- | ----------- | --------- | --------- | -------- | -------- |
| Diego Ferrín   | Magasugrás  | 221 cm    | 21.*      | kiesett  | kiesett  |
| Adrian Sornoza | Hármasugrás | 16,04 m   | 25.       | kiesett  | kiesett  |

Női
| Versenyző      | Versenyszám     | Előfutam | Előfutam | Előfutam | Elődöntő | Elődöntő | Elődöntő | Döntő   | Döntő    |
| Versenyző      | Versenyszám     | Idő      | Hely.    | Össz.    | Idő      | Hely.    | Össz.    | Idő     | Helyezés |
| -------------- | --------------- | -------- | -------- | -------- | -------- | -------- | -------- | ------- | -------- |
| Érika Chávez   | 200 m           | 23,70    | 7.       | 42.      | kiesett  | kiesett  | kiesett  | kiesett | kiesett  |
| Rosa Chacha    | Maraton         |          |          |          |          |          |          | 2:40:57 | 83.      |
| Lucy Jaramillo | 400 m gát       | 57,74    | 7.       | 33.      | kiesett  | kiesett  | kiesett  | kiesett | kiesett  |
| Yadira Guamán  | 20 km gyaloglás |          |          |          |          |          |          | 1:34:47 | 40.      |
| Paola Pérez    | 20 km gyaloglás |          |          |          |          |          |          | 1:37:05 | 51.      |

* - három másik versenyzővel azonos eredményt ért el

## Birkózás

### Férfi
Kötöttfogású
| Versenyző      | Versenyszám | Selejtező         | Nyolcaddöntő                             | Negyeddöntő       | Elődöntő          | Vigaszág első kör | Vigaszág elődöntő | Bronz- mérkőzés   | Döntő             | Helyezés |
| Versenyző      | Versenyszám | Ellenfél Eredmény | Ellenfél Eredmény                        | Ellenfél Eredmény | Ellenfél Eredmény | Ellenfél Eredmény | Ellenfél Eredmény | Ellenfél Eredmény | Ellenfél Eredmény | Helyezés |
| -------------- | ----------- | ----------------- | ---------------------------------------- | ----------------- | ----------------- | ----------------- | ----------------- | ----------------- | ----------------- | -------- |
| Vicente Huacon | 66 kg       | erőnyerő          | Ashraf El Gharably (EGY) · 1–1, 0–1, 1–3 | kiesett           | kiesett           |                   |                   |                   |                   | 12.      |

### Női
Szabadfogású
| Versenyző      | Versenyszám | Selejtező         | Nyolcaddöntő                         | Negyeddöntő                              | Elődöntő          | Vigaszág első kör | Vigaszág elődöntő | Bronz- mérkőzés   | Döntő             | Helyezés |
| Versenyző      | Versenyszám | Ellenfél Eredmény | Ellenfél Eredmény                    | Ellenfél Eredmény                        | Ellenfél Eredmény | Ellenfél Eredmény | Ellenfél Eredmény | Ellenfél Eredmény | Ellenfél Eredmény | Helyezés |
| -------------- | ----------- | ----------------- | ------------------------------------ | ---------------------------------------- | ----------------- | ----------------- | ----------------- | ----------------- | ----------------- | -------- |
| Lissette Antes | 55 kg       | erőnyerő          | Olga Butkevych (GBR) · 1–1, 0–2, 1–2 | Jackeline Rentería (COL) · 1–0, 0–1, 0–1 | kiesett           |                   |                   |                   |                   | 9.       |

## Cselgáncs
Női
| Versenyző        | Versenyszám | Selejtező         | Nyolcaddöntő                       | Negyeddöntő       | Elődöntő          | Vigaszág elődöntő | Bronz- mérkőzés   | Döntő             | Helyezés |
| Versenyző        | Versenyszám | Ellenfél Eredmény | Ellenfél Eredmény                  | Ellenfél Eredmény | Ellenfél Eredmény | Ellenfél Eredmény | Ellenfél Eredmény | Ellenfél Eredmény | Helyezés |
| ---------------- | ----------- | ----------------- | ---------------------------------- | ----------------- | ----------------- | ----------------- | ----------------- | ----------------- | -------- |
| Estefania García | Váltósúly   | erőnyerő          | Urška Žolnir (SLO) · 000(1)–100(0) | kiesett           | kiesett           |                   |                   |                   | 9.       |

## Kajak-kenu

### Síkvízi
Férfi
| Versenyző       | Versenyszám       | Előfutam | Előfutam | Előfutam | Elődöntő | Elődöntő | Elődöntő | Döntő | Döntő  | Döntő    | Helyezés |
| Versenyző       | Versenyszám       | Idő      | Hely.    | Össz.    | Idő      | Hely.    | Össz.    | Típus | Idő    | Helyezés | Helyezés |
| --------------- | ----------------- | -------- | -------- | -------- | -------- | -------- | -------- | ----- | ------ | -------- | -------- |
| César de Cesare | Kajak egyes 200 m | 36,181   | 5.       | 12.      | 36,975   | 6.       | 12.      | B     | 38,075 | 4.       | 12.      |

## Kerékpározás

### BMX
| Versenyző    | Versenyszám | Selejtező | Selejtező | Negyeddöntő | Negyeddöntő | Elődöntő | Elődöntő | Döntő   | Döntő    | Helyezés |
| Versenyző    | Versenyszám | Idő       | Helyezés  | Pont        | Helyezés    | Pont     | Helyezés | Idő     | Helyezés | Helyezés |
| ------------ | ----------- | --------- | --------- | ----------- | ----------- | -------- | -------- | ------- | -------- | -------- |
| Emilio Falla | Férfi       | 39,737    | 24.       | 23          | 6.          | kiesett  | kiesett  | kiesett | kiesett  | 21.      |

### Országúti kerékpározás
Férfi
| Versenyző    | Versenyszám   | Idő              | Helyezés |
| ------------ | ------------- | ---------------- | -------- |
| Bayron Guama | Mezőnyverseny | 6:07:43 (+21:46) | 115.     |

## Lovaglás
Lovastusa
| Versenyző     | Ló          | Versenyszám | Díjlovaglás | Díjlovaglás | Tereplovaglás | Tereplovaglás | Tereplovaglás | Díjugratás | Díjugratás  | Díjugratás | Díjugratás | Végeredmény | Végeredmény |
| Versenyző     | Ló          | Versenyszám | Díjlovaglás | Díjlovaglás | Tereplovaglás | Tereplovaglás | Tereplovaglás | Selejtező  | Selejtező   | Selejtező  | Döntő      | Végeredmény | Végeredmény |
| Versenyző     | Ló          | Versenyszám | Bünt.       | Hely.       | Bünt.         | Bünt. össz.   | Hely.         | Bünt.      | Bünt. össz. | Hely.      | Bünt.      | Bünt.       | Helyezés    |
| ------------- | ----------- | ----------- | ----------- | ----------- | ------------- | ------------- | ------------- | ---------- | ----------- | ---------- | ---------- | ----------- | ----------- |
| Ronald Zabala | Master Rose | Egyéni      | 53,30       | 46.         | 36,00         | 89,30         | 48.           | 7,00       | 96,30       | 43.        | kiesett    | 96,30       | 43.         |

## Ökölvívás
Férfi
| Versenyző      | Versenyszám     | Selejtező                             | Nyolcaddöntő                        | Negyeddöntő       | Elődöntő          | Döntő             | Helyezés |
| Versenyző      | Versenyszám     | Ellenfél Eredmény                     | Ellenfél Eredmény                   | Ellenfél Eredmény | Ellenfél Eredmény | Ellenfél Eredmény | Helyezés |
| -------------- | --------------- | ------------------------------------- | ----------------------------------- | ----------------- | ----------------- | ----------------- | -------- |
| Carlos Quipo   | Papírsúly       | José Kelvin de la Nieve (ESP) · 14–11 | Kaeo Pongprayoon (THA) · 6–10       | kiesett           | kiesett           | kiesett           | 9.       |
| Anderson Rojas | Kisváltósúly    | Oʻktamjon Raxmonov (UZB) · 10–16      | kiesett                             | kiesett           | kiesett           | kiesett           | 17.      |
| Carlos Sánchez | Váltósúly       | Adam Nolan (IRL) · 8–14               | kiesett                             | kiesett           | kiesett           | kiesett           | 17.      |
| Marlo Delgado  | Középsúly       | Aleksandar Drenovak (SRB) · 12–13     | kiesett                             | kiesett           | kiesett           | kiesett           | 17.      |
| Carlos Gongora | Félnehézsúly    | Vətən Hüseynli (AZE) · 9–8            | Agyilbek Nyijazimbetov (KAZ) · 5–13 | kiesett           | kiesett           | kiesett           | 9.       |
| Julio Castillo | Nehézsúly       |                                       | Szjarhej Karnyejev (BLR) · 12–21    | kiesett           | kiesett           | kiesett           | 9.       |
| Ytalo Perea    | Szupernehézsúly |                                       | Roberto Cammarelle (ITA) · 10–18    | kiesett           | kiesett           | kiesett           | 9.       |

## Sportlövészet
Női
| Versenyző     | Versenyszám | Selejtező | Selejtező | Döntő   | Döntő    |
| Versenyző     | Versenyszám | Pont      | Helyezés  | Pont    | Helyezés |
| ------------- | ----------- | --------- | --------- | ------- | -------- |
| Sofia Padilla | Légpuska    | 386       | 53.       | kiesett | kiesett  |

## Súlyemelés
Férfi
| Versenyző    | Versenyszám | Szakítás | Szakítás | Lökés    | Lökés    | Összesen | Helyezés |
| Versenyző    | Versenyszám | Eredmény | Helyezés | Eredmény | Helyezés | Összesen | Helyezés |
| ------------ | ----------- | -------- | -------- | -------- | -------- | -------- | -------- |
| Jorge Arroyo | 105 kg      | 185      | 3.       | 200      | 11.      | 385      | 8.       |

Női
| Versenyző         | Versenyszám | Szakítás | Szakítás | Lökés    | Lökés    | Összesen | Helyezés |
| Versenyző         | Versenyszám | Eredmény | Helyezés | Eredmény | Helyezés | Összesen | Helyezés |
| ----------------- | ----------- | -------- | -------- | -------- | -------- | -------- | -------- |
| Alexandra Escobar | 58 kg       | 103      | 4.       | 123      | 10.      | 226      | 9.       |
| Rosa Tenorio      | 69 kg       | 95       | 12.      | 115      | 11.      | 210      | 11.      |
| Oliba Nieve       | +75 kg      | 117      | 8.       | 138      | 9.       | 255      | 8.       |

## Triatlon
| Versenyző       | Versenyszám | 1,5 km úszás | Depózás 1 | 40 km kerékpározás | Depózás 2 | 10 km futás | Összesítés | Összesítés |
| Versenyző       | Versenyszám | Idő          | Idő       | Idő                | Idő       | Idő         | Idő        | Helyezés   |
| --------------- | ----------- | ------------ | --------- | ------------------ | --------- | ----------- | ---------- | ---------- |
| Elizabeth Bravo | Női         | 19:50        | 0:42      | 1:10:44            | 0:32      | 38:12       | 2:10:00    | 49.        |

## Úszás
Férfi
| Versenyző        | Versenyszám      | Előfutam | Előfutam | Előfutam | Döntő     | Döntő    |
| Versenyző        | Versenyszám      | Idő      | Hely.    | Össz.    | Idő       | Helyezés |
| ---------------- | ---------------- | -------- | -------- | -------- | --------- | -------- |
| Esteban Enderica | 400 m vegyes     | 4:24,32  | 6.       | 29.      | kiesett   | kiesett  |
| Ivan Enderica    | 10 km nyílt vízi |          |          |          | 1:52:28,6 | 21.      |

Női
| Versenyző        | Versenyszám | Előfutam | Előfutam | Előfutam | Döntő   | Döntő    |
| Versenyző        | Versenyszám | Idő      | Hely.    | Össz.    | Idő     | Helyezés |
| ---------------- | ----------- | -------- | -------- | -------- | ------- | -------- |
| Samantha Arévalo | 800 m gyors | 8:49,21  | 1.       | 29.      | kiesett | kiesett  |